# Rototom

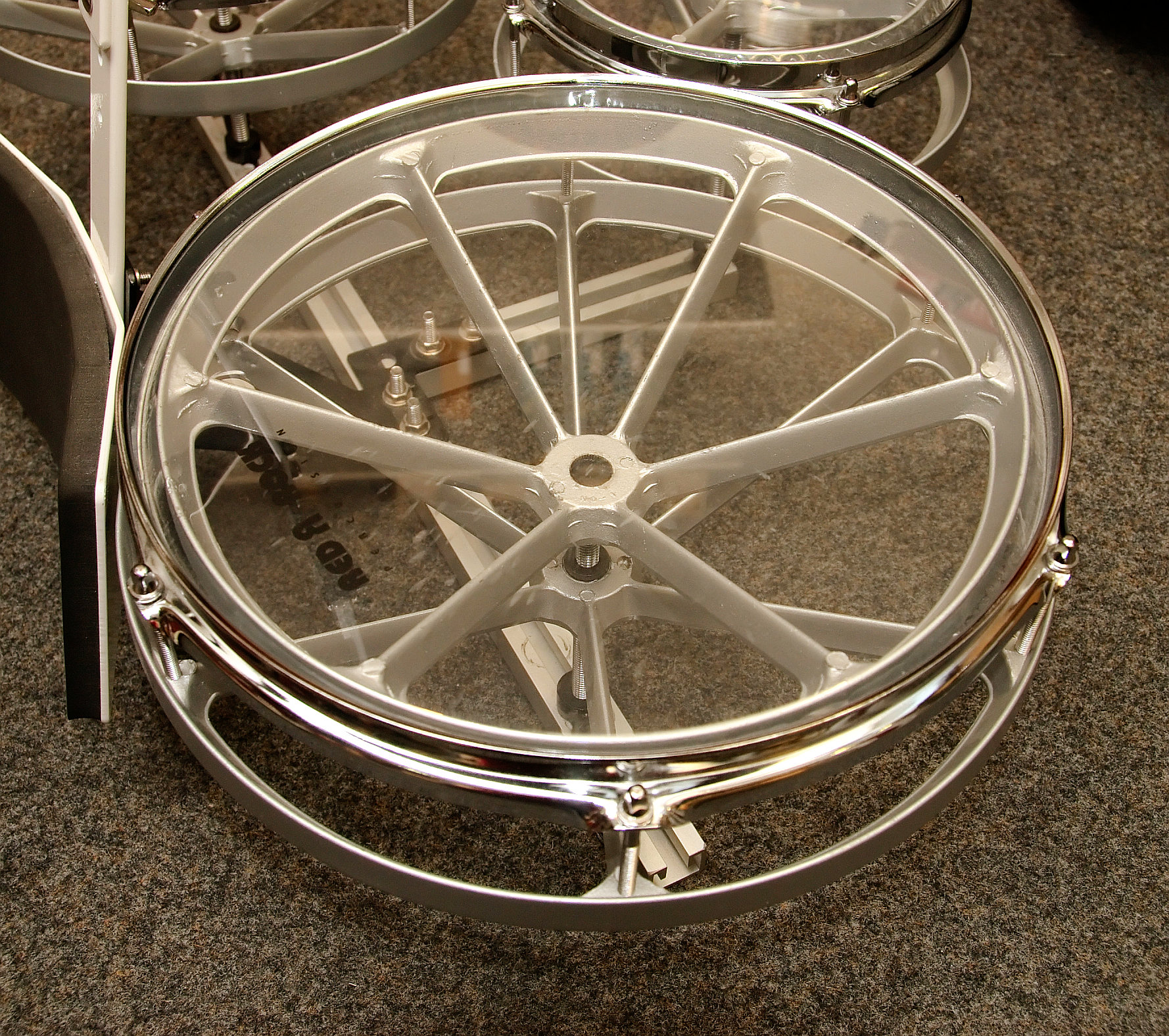
Rototom

Rototom – bęben o pojedynczym naciągu wyróżniający się brakiem korpusu z membraną napiętą na metalowej, dwuczęściowej ramie. Jest to instrument perkusyjny. 
Jako jeden z niewielu membranofonów można je bardzo szybko nastroić do danej wysokości dźwięku przekręcając wokół osi cześć mocująca membranę. Dzięki temu mechanizmowi zasięg skali równy jest nawet oktawie. 
Rototom używany jest zwykle w muzyce poważnej, często również w edukacji muzycznej jako tańszy i lżejszy substytut kotłów. Do dzisiaj stosowany jest przez wielu perkusistów: Billa Bruforda, Terry'ego Bozzio, Neila Pearta czy Nicka Masona (solo we wstępie do utworu "Time" z płyty Pink Floyd The Dark Side of the Moon) oraz innych.
Rototom został wynaleziony we wczesnych latach 70. XX wieku przez firmę Remo i był produkowany w wielu rozmiarach (od 6" do 18").